# Gregório de Castro Morais
Gregório de Castro Morais foi um administrador português no Brasil. Era Mestre-de-Campo da capitania do Rio de Janeiro, no Brasil, quando o governador Álvaro da Silveira e Albuquerque ficou impedido por motivo de saúde, o que o levou a participar da Junta Governativa, com o bispo Francisco de São Jerônimo e Martim Correia Vasques entre 1704 e 1705.
Voltou a chefiar o governo da cidade entre 10 de julho de 1709 e 30 de abril de 1710, interinamente, quando da partida do titular, que era Antônio de Albuquerque Coelho de Carvalho para as Minas Gerais para controlar os descontentamentos na região durante a Guerra dos Emboabas.
Pouco depois, houve a criação da capitania de São Paulo e Minas de Ouro, comandada por Antônio de Albuquerque e já separada da administração fluminense. Morreu corajosamente na luta contra os corsários franceses da esquadra de Jean-François Duclerc. Ordenou a expedição que saiu de Guaratinguetá em 1710, liderada pelo capitão Tomé Rodrigues Nogueira do Ó para expulsar os franceses de Parati, expedição essa que foi coroada de êxito.
Era grande o contraste entre os dois irmãos: Francisco de Castro Morais que os cariocas apelidavam irreverentemente «O Vaca», governava a cidade quando a poderosa esquadra de Duguay-Trouin penetrou na barra e dominou o Rio de Janeiro.
Gregório de Castro Morais, por seu lado, foi muito elogiado como se prova no Livro dos Termos e nas cartas enviadas pela Câmara dos representantes do povo ao rei, por meiuo de Antonio Mendanha, procurador do povo enviado ao Paço em Lisboa.